# Landshut (distrito)
Landshut é um distrito da Alemanha, na região administrativa de Niederbayern, estado de Baviera.

## Cidades e Municípios
- Cidades:

1. Rottenburg an der Laaber
2. Vilsbiburg

- Municípios:

1. Adlkofen
2. Aham
3. Altdorf
4. Altfraunhofen
5. Baierbach
6. Bayerbach
7. Bodenkirchen
8. Bruckberg
9. Buch
10. Eching
11. Ergolding
12. Ergoldsbach
13. Essenbach
14. Furth
15. Geisenhausen
16. Gerzen
17. Hohenthann
18. Kröning
19. Kumhausen
20. Neufahrn
21. Neufraunhofen
22. Niederaichbach
23. Obersüßbach
24. Pfeffenhausen
25. Postau
26. Schalkham
27. Tiefenbach
28. Velden
29. Vilsheim
30. Weihmichl
31. Weng
32. Wörth an der Isar
33. Wurmsham